# Едноцветен дрозд
Едноцветен дрозд (Turdus unicolor) е вид птица от семейство Turdidae.

## Разпространение
Видът е разпространен в Бангладеш, Бутан, Индия, Непал и Пакистан.